# Discopodium
Discopodium é um género botânico pertencente à família Solanaceae.